# Boda real entre Eugenia de York y Jack Brooksbank
La boda real entre Eugenia de York y Jack Brooksbank  tuvo lugar el 12 de octubre de 2018 en la Capilla de San Jorge en el Castillo de Windsor en el Reino Unido. La novia, la princesa Eugenia de York, es miembro de la Familia Real Británica. El novio, Jack Brooksbank, es un empresario británico de vino, embajador en Europa de la marca de tequila, Casamigos y socialite.

## Anuncio de compromiso

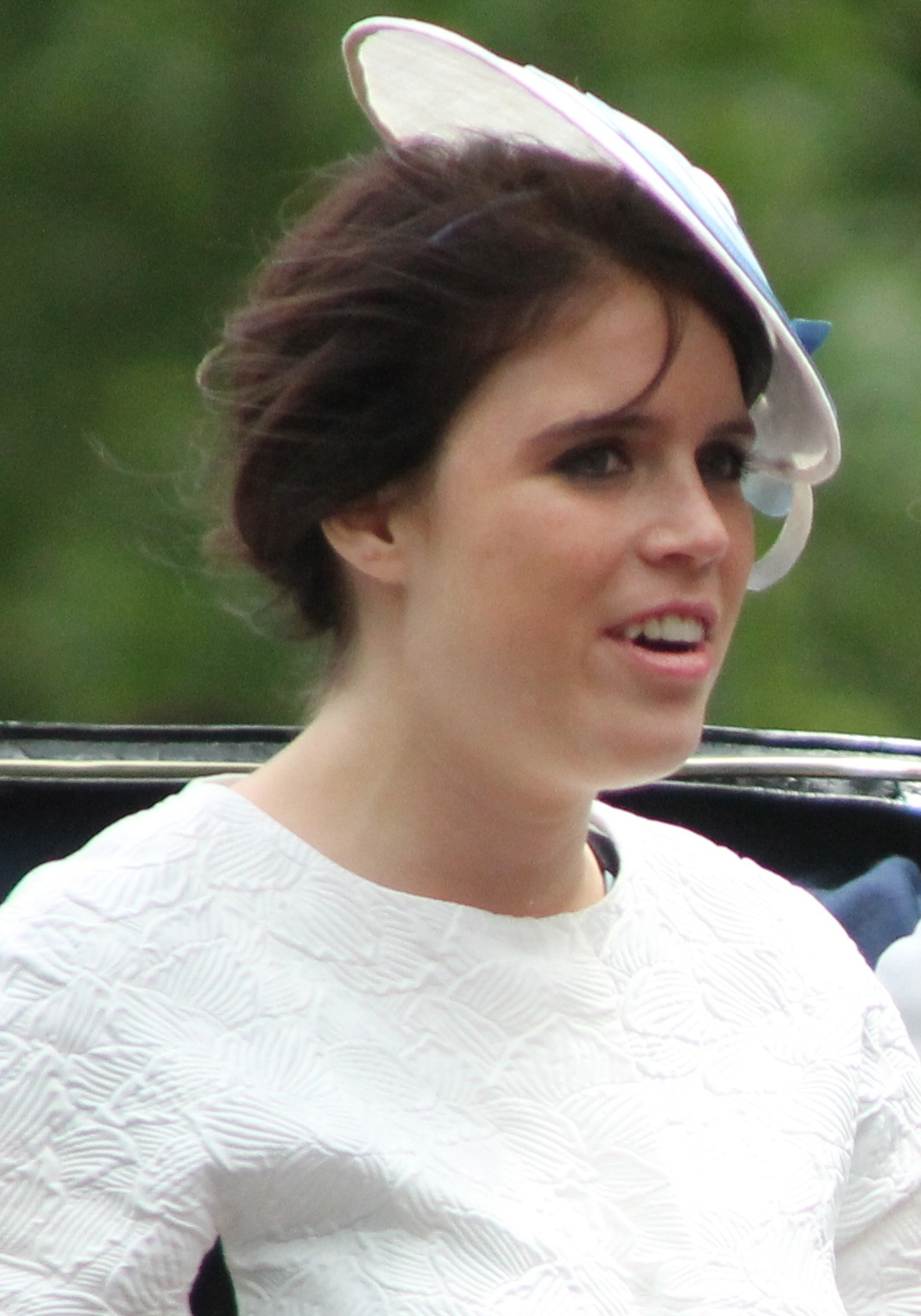
La Princesa en 2013

La princesa Eugenia es la segunda hija del príncipe Andrés de York, y de Sarah Ferguson. Es novena en la línea de sucesión al trono británico. 
Jack Christopher Stamp Brooksbank es un administrador de clubs de alterne británico, emparentado con los Baronets Brooksbank y primo lejano de su prometida a través de un antepasado común de ambos, Thomas Coke, 2.° conde de Leicester. Su tatarabuelo, sir John Spencer Coke, fue caballero del rey Jorge VI. Sus padres son George Brooksbank, un contable, y su mujer, Nicola Newton. Jack también tiene un hermano menor, Thomas. Después de completar sus estudios en el Stowe School, Brooksbank trabajó gestionando establecimientos como el club Mahiki y el gastropub Markham Inn. Su primer trabajo fue en el pub Admiral Codrington en Chelsea.
La pareja había estado saliendo desde hacía siete años y habían sido presentados a través de amigos en común en un resort de esquí en Verbier, Suiza, donde Brooksbank estaba trabajando en ese momento.
El 22 de enero de 2018, el Buckingham Palace anunció que se casarían en otoño de ese año. Se habían comprometido ese mismo mes en Nicaragua con Brooksbank pidiéndole en matrimonio en una rodilla. El anillo de compromiso de la Princesa es muy parecido al de su madre, Sarah Ferguson.
A pesar de que la novia es parte de la Familia Real Británica, no tuvo que pedirle permiso a la reina para casarse. El duque y la duquesa de York manifestaron su entusiasmo en los medios y la primera ministra Theresa May felicitó a la pareja por Twitter. Después del anuncio de compromiso, la pareja dio una entrevista para la  BBC.
Las fotografías del compromiso fueron tomadas en el Buckingham Palace. Durante el anuncio de compromiso, Eugenia llevó un vestido floral de la marca Erdem que encajaba con el anillo de compromiso de zafiro rosa. Había llevado el mismo vestido para una entrevista en 2016 con Harper's Bazaar.
Para celebrar la boda entre Eugenie y Jack, la Royal Collection Trust produjo una línea de productos de porcelana, con monogramas de la princesa Eugenia y de la pareja.
Durante la semana que precedía la boda, el Buckingham Palace y el Duque de York compartieron fotos de familia para conmemorar la boda. La pareja le concedió una última entrevista a ITV en el programa británico This Morning el 11 de octubre de 2018, entrevista que fue lanzada antes de que se empezara a seguir en directo la boda.

## Boda

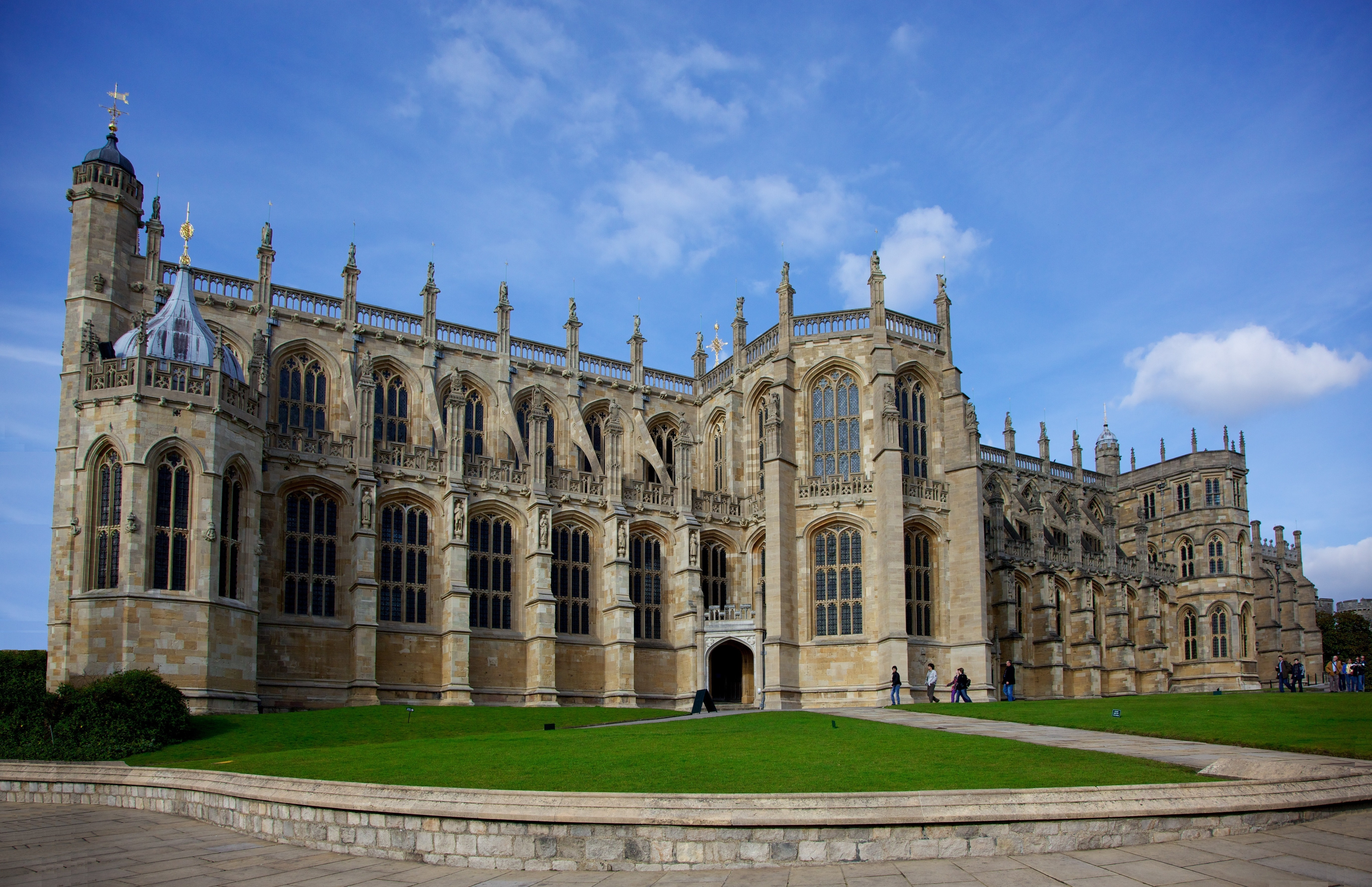
Capilla de St George, Windsor

### Planificación
Después del anuncio de compromiso, se anunció que la boda tendría lugar el 12 de octubre de 2018. Eugenia, quien es partidaria de las organizaciones benéficas que luchan contra la contaminación que producen los residuos plásticos, se propuso organizar una boda libre de estos. La pareja contrató a Peregrine Armstrong-Jones, fundador de Bentley's Entertainment y medio-hermano del marido de la princesa Margarita, Antony Armstrong-Jones, para planear las fiestas que tuvieron lugar después de la boda. El duque de York luego describiría la boda como una familiar, no como una pública.

### Lugar de la boda
Tuvo lugar en la Capilla de San Jorge unos meses después de la boda real entre Enrique de Sussex y Meghan Markle, la cual se llevó a cabo en el mismo lugar, convirtiéndola así en la segunda boda del año. En la misma capilla se habían casado previamente su tío Eduardo, Conde de Wessex y su primo Peter Phillips. Rob Van Helden diseñó para la capilla una temática otoñal con flores sacadas del Windsor Great Park. El Duque de York luego reveló que fue la Reina la que sugirió la Capilla de San Jorge como lugar para la ceremonia.

### Coste
Los expertos han estimado que la boda le costó al público 2 millones de libras debido a la seguridad. La Policía de Thames Valley estuvo al cargo de la seguridad ese día. El coste en seguridad se ha estimado que fue menor al invertido en la boda del Príncipe Guillermo y del Príncipe Enrique. Los Consejos de Windsor y Maidenhead Borough invirtieron dinero en los lugares desde donde se esperaba que la gente observara la boda. Esto causó controversia a través del país con miembros del Partido Laborista declarando que ellos no deberían contribuir a la boda. Republic, un grupo antimonarquista lanzó una petición a la Cámara de los Comunes de no invertir dinero público en la boda.
Las fiestas de la boda fueron pagadas por la familia de la novia. La familia real pagó por las flores, el entretenimiento y el vestido.

### Código de vestimenta
Las invitaciones a la boda especificaban para los hombres que estos debían ir vestidos con chaqué y las mujeres, "vestido de día y sombrero".
La diseñadora Erdem fue la favorita en las apuestas para diseñar el vestido de Eugenia. Suzannah fue una de las favoritas también.

### La novia y los asistentes de la novia
La novia llevó un vestido de manga largo color marfil con "espalda al descubierto" diseñado por Peter Pilotto y Christopher de Vos. Eugenie, quien decidió no llevar velo, quería que la cicatriz de la operación correctora de la escoliosis que se le practicó a los 12 años fuera revelada. También llevó pendientes de diamante y esmeralda, obsequiados por el novio. La Reina le prestó la tiara Greville Emerald Kokoshnik, hecha en 1919 por Boucheron para la Dama Margaret Greville y regalado a la reina Isabel en 1942. Debido a la temática tradicional de las bodas reales " Eugenie tenía sus pendientes (lo "nuevo"), la tiara de la Reina (lo "prestado"), y un puñado de flores (lo "azul"). La peluquera Sonny-Jo MacFarlane se encargó del peinado de la princesa. Portó calzado de Charlotte Olympia. Su ramo de flores, creadó por Patrice Van Helden Oakes, consistía de flores de muchas variedades, entre ellas mirtos, rosas blancas, amapolas... Después de la boda el ramo de flores fue colocado en la tumba de "El soldado desconocido" en la Abadía de Westminster, siguiendo la tradición comenzada por la Reina Madre. Los artistas del maquillaje, Hannah Martin y Bobbi Brown se encargaron del maquillaje de Eugenia.
La dama de honor, la princesa Beatriz de York llevó un traje de Ralph & Russo y un sombrero de Sarah Cant. Las damas de honor y pajes llevaron vestidos y uniformes diseñados por Amaia Arrieta. Las damas de honor llevaban ramos de flores similares al de la novia y diseñados también por Rob Van Helden. La asistente especial, Luisa Mountbatten-Windsor llevó un vestido de Claudie Pierlot y sombrero de Emily London.

## Participantes en la boda
El 10 de octubre de 2018, el Buckingham Palace confirmó que Eugenie había elegido a su hermana, la princesa Beatriz de York, como dama de honor después de haberlo anunciado en una entrevista con Vogue en agosto. Fue confirmado que Thomas Brooksbank, hermano del novio, sería su asistente, y que las damas de honor y los pajes serían todos niños. Seis damas de honor y dos pajes fueron elegidos: La ahijada de Eugenie, Maud Windsor, hija de Lord Frederick Windsor y Sophie Winkleman, las hijas de su primo Peter Phillips, Isla Phillips y Savannah Phillips, la hija mayor de su prima Zara Phillips, Mia Tindall, los dos hijos mayores de su primo Guillermo de Gales, Jorge de Gales y Carlota de Gales, como también Theodora Williams, hija de Ayda Field y Robbie Williams y Louis de Givenchy, hijo de Olivier y Zoe de Givenchy. Los primos de Eugenie, Luisa Mountbatten-Windsor y Jacobo Mountbatten-Windsor, también serían participantes especiales.
Miembros de la orden militar de la que el Duque es Coronel esperaron en la salida a los novios antes de que hicieran su procesión en carro.

### Servicio nupcial
El 14 de septiembre de 2018, palacio anunció que la boda daría comienzo a las 11:00 de la mañana. Miembros de la Familia Real comenzarían a llegar a la capilla sobre las 10:25 de la mañana. La Reina siendo la última en llegar, como manda la tradición, lo haría sobre las 11:52. Poco después llegaba la novia, que fue acompañada hasta el altar por su padre. El arzobispo de York, Charles Brooksbank, heredero de los Baronets Brooksbank, y la princesa Beatriz fueron los encargados de las lecturas.
Los votos nupciales incluyeron "amarse" el uno al otro, lo que se selló con la colocación del anillo matrimonial en el dedo anular de la mano izquierda de la novia. Después de firmar el registro, Eugenia y Brooksband cantaron el himno nacional. A continuación salieron de la capilla seguidos en procesión por los miembros de la Familia Real y demás invitados.